# Asesina
"Asesina" é o segundo single do álbum de estreia da cantora argentina Lali Espósito. O single foi lançado no dia 31 de outubro de 2013 em formato de download digital para todo o mundo. Sendo composto e produzido pela própria intérprete assim como o álbum por completo, possuindo uma mistura de pop e hip-hop latino.

## Apresentações ao vivo
A primeira apresentação ao vivo utilizando o single foi a apresentação de carreira solo da cantora no dia 02 de setembro de 2013 em Buenos Aires. Asesina, como todas as outras músicas do álbum correspondente, fazem parte da setlist do A Bailar Tour, a turnê de divulgação do álbum.

## Vídeo musical
O videoclipe do single referente foi lançado em 10 de março de 2014 no mesmo canal no Youtube que foi lançado o primeiro videoclipe do álbum, além de ter como convidado especial o dançarino argentino Facundo Mazzei. Obtendo êxito nas visualizações e batendo recordes, o vídeo de "Asesina" foi levado a televisão em vários países como Brasil, Equador, Colômbia, México, Estados Unidos e Itália. O clipe ganhou a indicação em que concorreu no Quiero Awards na categoria de "Melhor coreografia" na edição de 2014.

## Prêmios e indicações
| Ano  | Premiação                  | Categoria                           | Resultado |
| ---- | -------------------------- | ----------------------------------- | --------- |
| 2014 | Latin Music Italian Awards | Latin Song of the Summer            | Venceu    |
| 2014 | Latin Music Italian Awards | Best Female Latin Video of The Year | Venceu    |
| 2014 | Quiero Awards              | Best Choreography                   | Venceu    |